# Trattato di cooperazione in materia di brevetti
Il trattato di cooperazione in materia di brevetti (in lingua inglese Patent Cooperation Treaty, acronimo PCT), è un trattato internazionale multilaterale firmato a Washington il 19 giugno del 1970. L'osservanza è garantita dall'Organizzazione mondiale per la proprietà intellettuale (OMPI), con sede a Ginevra, ed è competente per il deposito unificato di domande di brevetto valide in uno o più degli Stati aderenti al trattato (148 membri al 4 ottobre 2013).

## Storia
La conferenza diplomatica di Washington sul trattato di cooperazione in materia di brevetti si tenne dal 25 maggio al 19 giugno 1970 e il trattato fu firmato a Washington l'ultimo giorno della conferenza, cioè il 19 giugno 1970. Quando il trattato entrò in vigore, il 24 gennaio 1978, ad esso aderivano diciotto Stati contraenti. Le prime domande internazionali furono depositate il 1º giugno 1978. Alla fine del 2004 il numero di domande depositate ha superato il milione. Il trattato è stato successivamente emendato nel 1979 e modificato nel 1984 e nel 2001.

## Articolazione del PCT
Il testo normativo del trattato si compone di due capitoli (chapters in inglese), che definiscono altrettante fasi della procedura:
- prima fase, regolata dal capitolo I del PCT: presentazione della domanda internazionale unica, valida per gli Stati designati, e successiva effettuazione di una ricerca di novità da parte di un'autorità di ricerca internazionale (per i richiedenti italiani la ricerca internazionale viene svolta dall'Ufficio europeo dei brevetti, EPO);
- seconda fase, opzionale, regolata dal capitolo II del PCT: esame preliminare internazionale di brevettabilità per gli Stati eletti, al termine del quale viene fornito al richiedente da parte di un'autorità di esame preliminare (per i richiedenti italiani, sempre l'Ufficio europeo dei brevetti) un parere preliminare di brevettabilità, non vincolante per gli Uffici brevetti nazionali o regionali.

La validità di una domanda di brevetto in un determinato Stato è subordinata al cosiddetto ingresso nella fase nazionale o regionale entro un periodo di tempo prestabilito, la cui durata minima è stabilita dal trattato ed è per la maggioranza degli Stati pari ad almeno trenta mesi dal deposito della domanda internazionale o della priorità più antica rivendicata.
L'ingresso in una fase nazionale o regionale consiste nell'effettiva proposizione della domanda di brevetto di fronte al corrispondente Ufficio brevetti nazionale o regionale che è preposto alla concessione del brevetto valido in quello Stato o gruppo di Stati, e presuppone una serie di passi formali fra cui il pagamento di tasse nazionali o regionali, la traduzione del testo della domanda nella lingua ufficiale di quello Stato e la nomina di un rappresentante locale che sia abilitato a rappresentare il richiedente di fronte all'ufficio brevetti nazionale o regionale. Il mancato ingresso in una determinata fase nazionale o regionale comporta l'inefficacia sin dall'inizio della domanda di brevetto in quello Stato o gruppo di Stati.

## Le domande
Le domande di brevetto così depositate vengono sottoposte ad una ricerca di novità ed opzionalmente ad un esame preliminare di brevettabilità da parte di autorità internazionali specificamente designate. Per ottenere brevetti definitivi occorre proseguire le procedure di brevettazione di fronte ai vari uffici brevetti nazionali, o uffici brevetti regionali, cioè uffici che rilasciano brevetti validi per un gruppo di Stati, come ad esempio l'Ufficio europeo dei brevetti). Non è infatti previsto il rilascio di un "brevetto internazionale" o titoli equivalenti.

## Vantaggi
Rispetto al deposito di domande di brevetto distinte per ciascuno Stato di interesse, il PCT offre varie semplificazioni:
- la domanda di brevetto viene depositata in un ufficio solo;
- la lingua di deposito è una sola;
- il deposito e l'eventuale successivo esame di brevettabilità possono essere seguiti direttamente dal richiedente o da un solo suo rappresentante;
- è sufficiente una sola copia autentica dell'eventuale documento di priorità.

Inoltre, durante tutta la durata della fase internazionale è sospeso il pagamento delle tasse annuali di rinnovo previste da molti Stati.
Il deposito di una domanda internazionale consente quindi di effettuare più rapidamente un deposito di domanda di brevetto con estensione potenziale in molti Stati e di rimandare per molti mesi l'adempimento di formalità lunghe e costose negli Stati di effettivo interesse, ottenendo nel frattempo un rapporto di ricerca con un'opinione relativa alla brevettabilità dell'invenzione da parte di un'Autorità internazionale.

## Titoli di protezione richiedibili tramite la domanda internazionale
In ciascun paese aderente alla convenzione PCT è possibile richiedere la protezione equivalente ad un brevetto nazionale per invenzione industriale.
Alcuni paesi, a seconda della propria legislazione nazionale, hanno ammesso anche la possibilità di specificare in aggiunta e/o in alternativa alla richiesta di un brevetto per invenzione industriale anche altri tipi di protezione, come ad esempio un brevetto per modello di utilità.
Alcuni paesi aderenti alla Convenzione sul Brevetto Europeo hanno inoltre optato per "chiudere" la fase nazionale diretta, cioè la possibilità di chiedere direttamente un brevetto nazionale al termine della procedura internazionale, ma hanno specificato che la protezione possa avvenire solamente attraverso l'ottenimento di un brevetto europeo. L'Italia è stato uno di questi paesi che ha optato per "chiudere" la fase nazionale diretta, ma dal 1º luglio 2020 è possibile designare ed eleggere direttamente l’Italia, evitando così la fase regionale europea.
Dal PCT viene esclusa la tutela del disegno o modello industriale (modello ornamentale), quella del marchio commerciale e la tutela della varietà vegetale, che ricadono sotto altri trattati o convenzioni.

## Sequenza procedurale per ottenere un brevetto internazionale
La sequenza procedurale si articola in tre fasi:
1. presentazione di una domanda internazionale;
2. effettuazione di una ricerca internazionale;
3. avvio di un esame preliminare.

In ordine alla prima fase, la domanda va presentata presso l'Ufficio italiano brevetti e marchi, avente effetto di un regolare deposito in ciascuno degli Stati designati. Si effettua contestualmente il pagamento delle tasse iniziali in euro su un conto estero riconosciuto dall'Ufficio internazionale.
Si ha un termine di priorità di dodici mesi se è stata presentata una precedente domanda nazionale. L'ufficio nazionale del titolare, nel quale va obbligatoriamente presentata la domanda, compie un esame formale e provvede ad inviare copia all'ufficio internazionale in Ginevra e all'ufficio incaricato della ricerca, che per un residente in Italia è l'Ufficio europeo dei brevetti. Quest'ultimo ufficio redige un rapporto in cui cita diverse anteriorità ritrovate e lo invia al depositante. Al termine del diciottesimo mese dalla data di priorità, la domanda viene pubblicata.
Terminata la prima fase, il depositante può scegliere di richiedere l'esame internazionale e iniziare la seconda fase, oppure sganciarsi dalla procedura del piano PCT e seguire la via dell'esame separato nei vari Paesi, nei quali i depositi devono avvenire entro il ventesimo mese dalla data di priorità.
Per quanto riguarda la terza fase, a richiesta esplicita del titolare, entro il diciannovesimo mese della data di priorità, e previo pagamento della relativa tassa, viene richiesto un esame preliminare della domanda del brevetto internazionale all'Autorità incaricata (Ufficio europeo EP), che offre la possibilità di valutazione dei requisiti di brevettabilità.
L'ingresso nelle fasi negoziali o regionali viene quindi differito entro il trentesimo mese dalla data di priorità. La mancata richiesta dell'esame preliminare implica l'ingresso nelle fasi nazionali e/o regionali entro il ventesimo mese dalla priorità.

## Aspetti operativi
Le imprese italiane devono presentare domanda in una delle tre lingue ufficiali (francese, inglese, tedesco) a uno dei seguenti organismi:
- Ufficio italiano brevetti e marchi, (Roma)
- OMPI – Boite PCT, CH 1211 Geneve 20
- Ufficio europeo brevetti (OEM), sia all'Aia che a Monaco.

Non può comunque essere presentata a livello provinciale presso la Camera di commercio.
Si può depositare una domanda in lingua italiana, purché entro un mese dalla data del deposito, il depositante fornisca la traduzione conforme al testo italiano depositato inizialmente.
Se il depositante italiano non fornisce la traduzione entro detta data, sarà tenuto al pagamento di una di mora pari al 50% della tassa base; se entro due mesi dalla data del deposito, la traduzione non viene fornita oppure la tassa di mora applicabile non corrisposta, la domanda viene dichiarata come ritirata dall'Ufficio ricevente.
Il documento di priorità, o copia autentica dello stesso, va richiesto dall'Ufficio italiano brevetti e marchi. Nel caso che il richiedente abbia depositato la domanda PCT all'OMPI o presso una sede dello European Patents Office, il documento di priorità va inviato, a cura del depositante, a Ginevra o a Monaco, all'Aia o a Berlino: a seconda della sede EPO dove abbia depositato la sua domanda PCT.